# Susana Dosamantes
Susana Dosamantes (n. 9 ianuarie 1948, Guadalajara, Jalisco, Mexic – d. 2 iulie 2022, Miami, Florida, SUA) a fost o actriță de origine mexicană.

## Telenovele
- 2012: Corazon Apasionado ...  Doña Ursula Campos Miranda
- 2011: Eva Luna ...  Marcela Arismendi
- 2008: El Juramento .... Luisa Robles Conde
- 2007: Tomalo Suave .... Susana
- 2006: Marina .... Alberta Morales văduva de Alarcón
- 2005: El amor no tiene precio  .... Lucrecia Cevallos
- 2003: Rebeca  .... Matilde Linares
- 1999: Reclusorio III
- 1997: Amada enemiga  .... Regina
- 1995: Bésame en la boca
- 1990: Keiko en peligro
- 1990: La ley de la mafia  .... Dinorah
- 1990: El protector de la mafia
- 1990: La metralleta
- 1990: El estrangulador de la rosa  .... Paola Luna
- 1990: Comando marino  .... Comandanta
- 1989: Morir para vivir
- 1988: El placer de la venganza
- 1988: Escuadrón  .... Roxana
- 1986: Ese loco, loco hospital
- 1985: Rosa de la frontera
- 1984: El sexo de los ricos  .... Diana
- 1983: El día del compadre .... Bertha
- 1983: El mercenario II  .... Laura
- 1983: Amalia Batista  .... Amalia Batista
- 1982: Jugando con la muerte  .... Laura
- 1981: Abierto día y noche
- 1981: Infamia  .... Lidia
- 1980: ¡Qué verde era mi duque! .... Pilar
- 1979: Day of the Assassin .... The Princess
- 1979: Aprendiendo a amar  .... Teresa
- 1978: El andariego
- 1978: María José
- 1977: Los temibles
- 1977: Corazón salvaje .... Aimee
- 1976: El hombre
- 1975: Más negro que la noche .... Aurora
- 1975: A Home of Our Own  .... Magdalena-as an Adult
- 1975: Aventuras de un caballo blanco y un niño
- 1975: Lo imperdonable
- 1974: Hermanos de sangre
- 1974: Jalisco nunca pierde
- 1974: El chofer  .... Pilar
- 1973: El juego de la guitarra
- 1973: La yegua colorada .... La esposa de Adolfo
- 1973: El imponente
- 1973: Duelo al atardecer
- 1973: Ana del aire  .... Norma
- 1973: La hiena  .... Dayanara
- 1972: Kaliman .... Nila
- 1972: El edificio de enfrente
- 1972: Las gemelas
- 1971: Siete Evas para un Adan .... Betty
- 1971: Muchacha italiana viene a casarse
- 1970: Rio Lobo .... Maria Carmen (Tuscarora's girlfriend)  ... aka San Timoteo
- 1970: Paraíso .... Amiga de Vicky
- 1970: Flor de durazno
- 1970: Matrimonio y sexo
- 1970: Confesiones de una adolescente
- 1970: Remolino de pasiones
- 1969: Los recuerdos del porvenir  .... Julia Andrade